# Окови от огорчение
„Окови от огорчение“ (на испански: Cadenas de amargura) е мексиканска теленовела от 1991 г., създадена от Куаутемок Бланко и Мария дел Кармен Пеня, режисирана от Луис Велес, и продуцирана от Карлос Сотомайор за Телевиса.
В главните роли са Даниела Кастро, Раул Араиса, Делия Касанова и Фернандо Лухан, а в отрицателните - Диана Брачо и Синтия Клитбо.

## Сюжет
След инцидент, в който умират родителите ѝ, малката Сесилия трябва да отиде да живее в Гуанахуато при лелите си – Еванхелина и Наталия Вискайно, двете имат голяма физическа прилика, но се различават в характерите си. Наталия се грижи за Сесилия, като майка, докато Еванхелина винаги търси начин да уязви и обиди момичето, за да я накара да страда, и да може да се страхува от нея.
Сесилия расте и е напът да стане пълнолетна. София, съседката, е нейната най-добра приятелка. София живее нормален живот, като всеки човек на тази възраст, но Еванхелина не позволява на Сесилия да се забавлява и я държи изкъсо. Сесилия страда, но Наталия не може да направи нищо, защото се страхува от силния характер на сестра си.
Любовта идва в живота на двете приятелки. София се влюбва в Херардо, добро и благородно момче, което току-що е завършило следването си. Херардо работи в магазин за бонбони, защото не иска да работи при баща си, който е собственик на фабрика за керамика. В същото време, Сесилия се влюбва в Хоакин, млад счетоводител, приятел на Херардо, който работи с него в магазина. Сесилия е Хоакин започват да мислят за бъдещето си и искат да се оженят. Момичето знае, че родителите ѝ са оставили завещание. Еванхелина, преструвайки се, приема брака им, но отравя Хоакин.
Сесилия се опитва да скрие болката от загубата на годеника си, питайки отново за наследство, Еванхелина я лъже, че с наследството ѝ са покрити дълговете на баща ѝ. Скоро след това, Наталия открива истината за наследството на брат си, но Еванхелина се опитва да я убие, като я тласка надолу по стълбите. Докато Наталия е на прага на смъртта, идва от местната енория отец Хулио. В същото време, Херардо открива, че е влюбен в Сесилия, когато той признава чувствата си, разбира, че и тя е влюбена в него, но решават да запазят в тайна любовта си, за да не наранят София.
Хулио е човекът зад историята на сестрите Вискайно, защото преди да стане свещеник, е бил приятел на Наталия. Еванхелина, която е била влюбена в него, е отговорена за отдалечаването между сестра ѝ и Хулио. Пътувайки веднъж, Еванхелина го лъже, че сестра ѝ се е омъжила. Съкрушен от болката, Хулио решава да се запише в семинарията. След като ражда, Наталия дава бебето на брат си по съвет на Еванхелина. Това бебе е била Сесилия.

## Актьори
Част от актьорския състав:
- Диана Брачо – Еванхелина Вискайно Лара
- Даниела Кастро – Сесилия Вискайно Роблес
- Делия Касанова – Наталия Вискайно Лара
- Раул Араиса – Херардо Гарса Осуна
- Фернандо Лухан – Отец Хулио
- Синтия Клитбо – София Гастелум Фернандес
- Тина Ромеро – Марта Фернандес де Гастелум
- Раймундо Капетийо – Ренато Гарса
- Ракел Панковски – Инес Бланкарте
- Хорхе Салинас – Роберто Ерера
- Мигел Корсега – Отец Хосе Мария

## Премиера
Премиерата на Окови от огорчение е на 1 януари 1991 г. по Canal de las Estrellas. Последният 80. епизод е излъчен на 24 април 1991 г.

## Адаптации
- През 2008 г. е създадена мексиканската адаптация В името на любовта, продуцирана от Карлос Морено Лагуийо за Телевиса, с участието на Виктория Руфо, Летисия Калдерон, Артуро Пениче.